# Lancia Lince
A Lancia Lince (magyarul Hiúz) egy olasz gyártmányú páncélgépkocsi volt, melyet 1943-1945 között használt az Olasz Szociális Köztársaság. A Lince a brit gyártmányú Daimler Dingo másolata volt, melyet főleg felderítésre használtak. Fegyverzete egy darab 8 mm-es géppuskából állt. Nagyjából 250 darab járművet gyártottak. A páncélautót a németek is használták Panzerspähwagen Lince 202(i) jelöléssel.

## Történet
1941-ben a Hadügyminisztérium megbízást adott a Lancia autógyárnak egy négykerék-meghajtású, független felfüggesztésű, gyors és mozgékony páncélautó gyártására.
Az új járműből 1943-tól kezdődően 250 darabot gyártottak, amely a brit Daimler Scout Car vagy más nevén Daimler Dingo páncélautó másolata volt. A mintapéldányokat Líbiában zsákmányolták a britektől. A jármű prototípusát 1942 novemberében mutatták be.

## Jellemzői
A jármű motorját a Lancia Astura gépkocsitól kölcsönözték. Sebességváltója az angol típus másolata volt. A jobb irányíthatóság érdekében mind a négy kerék kormányozható volt.
A legtöbb olasz harcjárművel ellentétben, melyek páncélzata szegecseléssel készült, a Lince páncélzatát a Dingo-hoz hasonlóan hegesztéssel készítették.
A fegyverzet egy darab 8 mm-es Breda modello 38 géppuskából állt.

## Használat
Miután 1943-ban Olaszország átállt a Szövetségesek oldalára, a Lince az újonnan létrejött Olasz Szociális Köztársaság és a német Wehrmacht használatába került, ahol hatékonyan használták partizánok elleni műveletek során is.
A második világháború után a megmaradt példányokat a rendőrség, a Carabinieri és a Lancieri di Aosta alakulata használta.

## Galéria

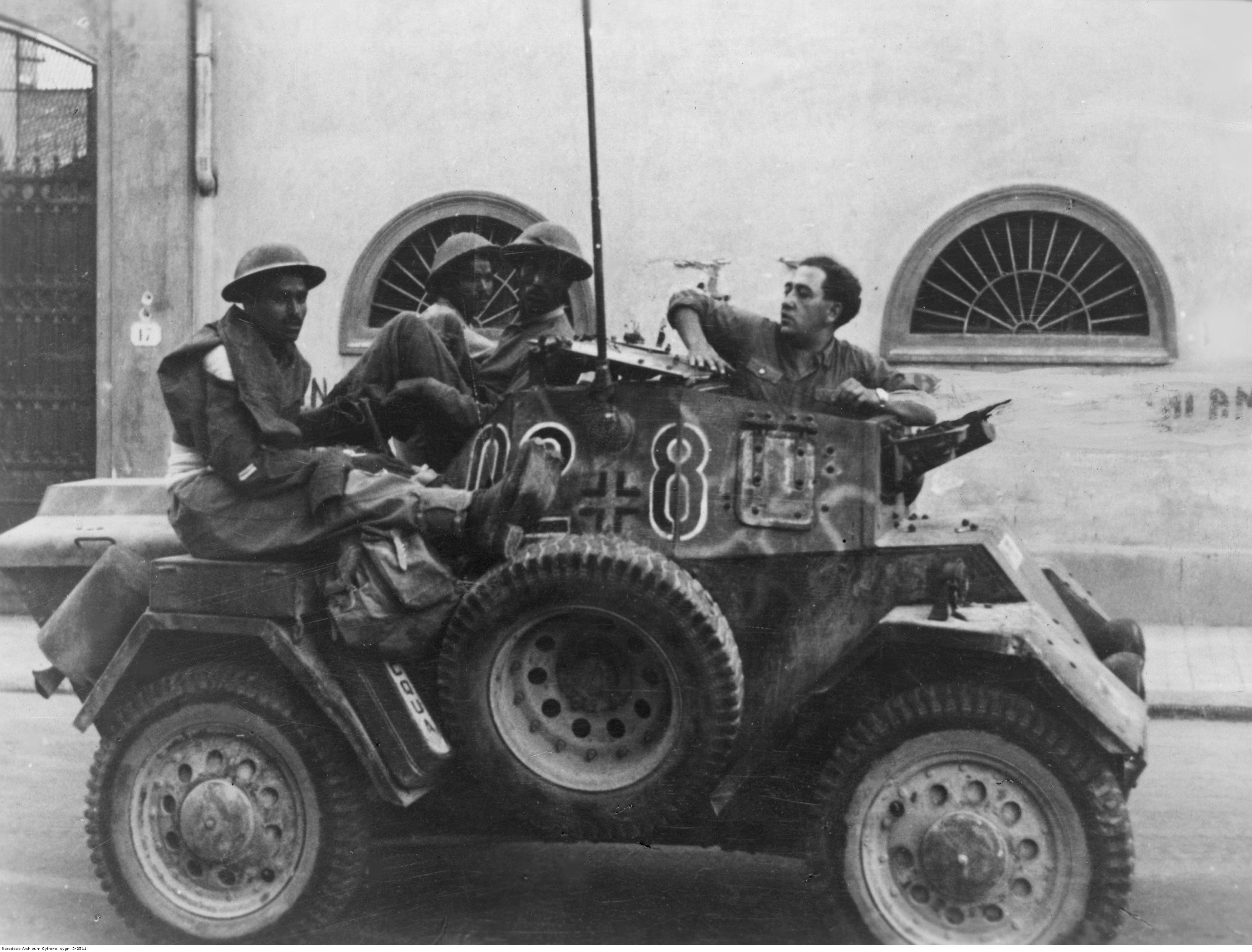
Autoblinda Lince páncélautó
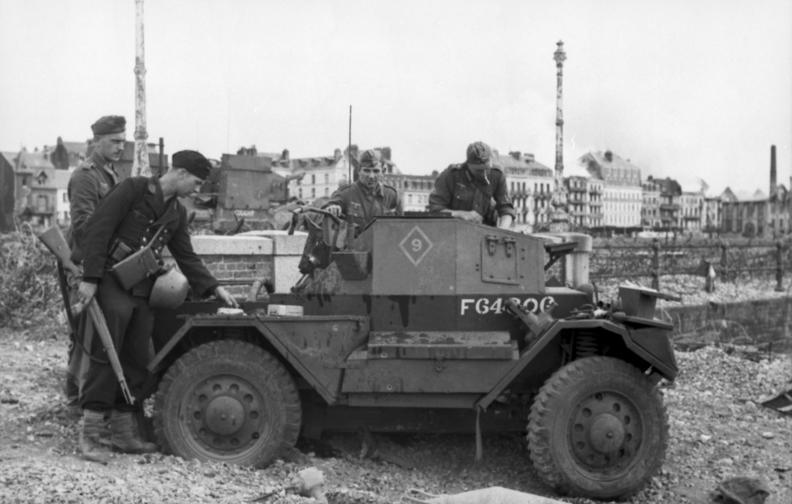
A német katonák ellenőrzik a kanadai hadsereg dingóját, amelyet elhagytak az 1942 augusztusában Dieppe-i rajtaütés idején.
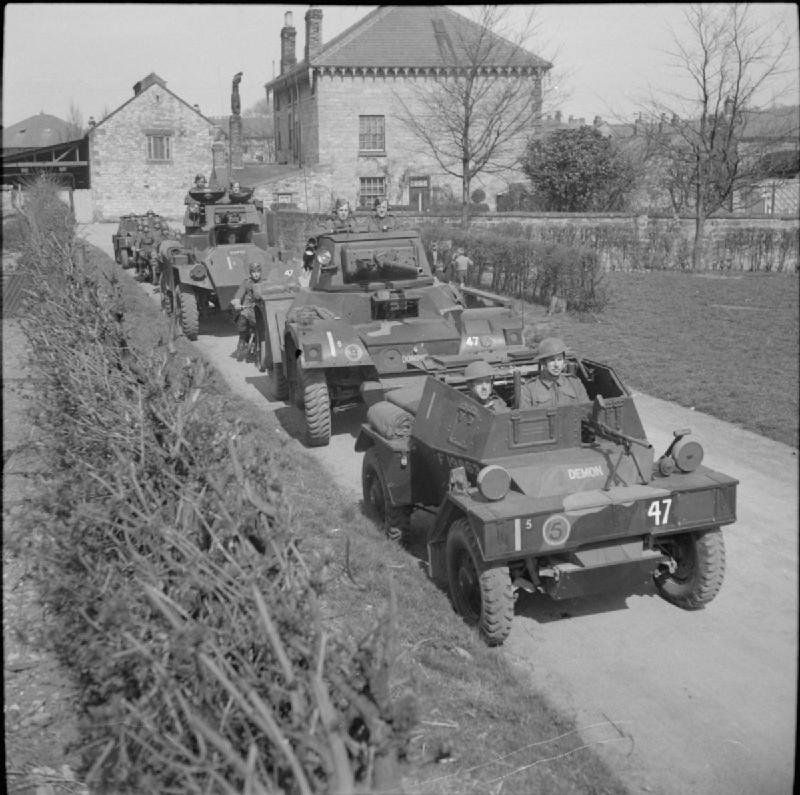
Dingo páncélautó Bren könnyű géppuska-val felszerelve 1942-ben.
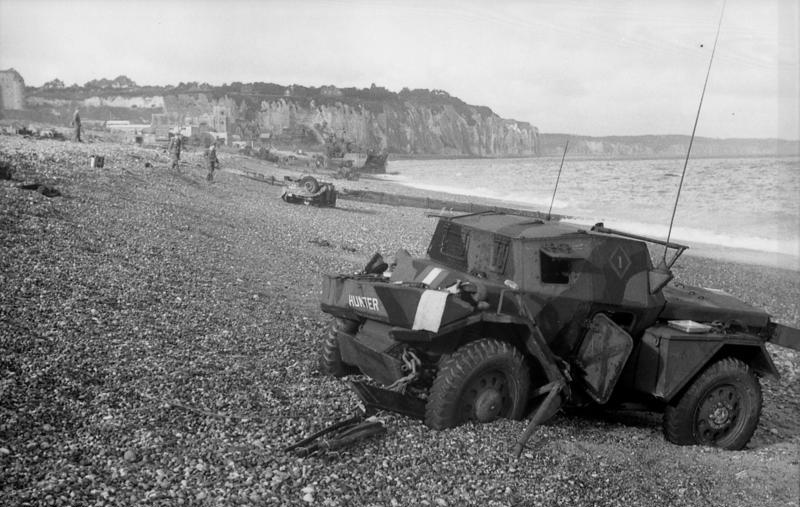
A dieppe-i partszakasz közvetlenül az 1942. augusztus 19-i rajtaütés után. Előtérben egy Daimler Dingo páncélautó.

## Lásd még
- Armoured Carrier Wheeled Indian Pattern
- Autoblinda 41
- Sd.Kfz. 234

## Fordítás
- Ez a szócikk részben vagy egészben  a   Lince (armored car) című angol Wikipédia-szócikk ezen változatának fordításán alapul.  Az eredeti cikk szerkesztőit annak laptörténete sorolja fel. Ez a jelzés csupán a megfogalmazás eredetét és a szerzői jogokat jelzi, nem szolgál a cikkben szereplő információk forrásmegjelöléseként.
- Ez a szócikk részben vagy egészben  a   Lancia Lince című olasz Wikipédia-szócikk ezen változatának fordításán alapul.  Az eredeti cikk szerkesztőit annak laptörténete sorolja fel. Ez a jelzés csupán a megfogalmazás eredetét és a szerzői jogokat jelzi, nem szolgál a cikkben szereplő információk forrásmegjelöléseként.